# Наумчик Валентин Степанович
Наумчик Валентин Степанович (нар. 8 листопада 1941; село Вівчицьк, Волинська область, УРСР — 21 вересня 2015, Львів) — український інженер-теплоенергетик, винахідник, заслужений енергетик України.

## Біографія
Народився 8 листопада 1941 року на Волині.
У 1958 році закінчив Голобську середню школу із срібною медаллю. Трудову діяльність розпочав у колгоспі, ще навчаючись у 10 класі.
У 1960—1965 роках навчався у Львівському політехнічному інституті за спеціальністю «Теплові електричні станції» (кваліфікація — інженер-теплоенергетик).
Після закінчення інституту був прийнятий на роботу на підприємство «ЛьвівОРГРЕС», у якому працював усе своє подальше життя. За часів СРСР був автором багатьох винаходів та раціоналізаторських пропозицій. Брав активну участь в освоєнні енергоблоків 150, 200, 300, 800 МВт на теренах України, Білорусі, Молдови, Литви, Вірменії, Росії та за кордоном Радянського Союзу.
У 1971 році був співавтором патенту на винахід «Паросилова установка».
У період з 1973 по 1977 роки був відряджений технічним керівником групи радянських спеціалістів з приводу експлуатації трьох електростанцій в Румунії.
З 1988 по 1990 роки керував пусконалагоджувальними роботами на ТЕС у місті Баїя-Бланка в Аргентині.
1 червня 1996 року рішенням загальних зборів акціонерів був обраний головою правління ВАТ «ЛьвівОРГРЕС» і працював на цій посаді до 2002 року.
З виходом на пенсію продовжував роботу на підприємстві головним інженером. Також був членом наглядової ради та правління.
У 2003 році брав участь у розробці правил технічної експлуатації електричних станцій і мереж для Міністерства палива та енергетики України на заміну радянським.
У 2004 році був учасником робочої групи НАН України щодо проекту програми розвитку котлобудування в Україні. У 2005 році приєднався до робочої групи Міністерства палива та енергетики з питань розробки програми дій щодо мінімізації використання газу підприємствами ТЕС і ТЕЦ України на період до 2030 року.
У 2006 році був включений у комісію з питань розгляду та затвердження перспективних графіків ремонтів та модернізації обладнання електростанцій Міністерства палива та енергетики, у 2007 — у комісію з розгляду та підготовки матеріалів з коригування та затвердження графіків ремонтів та модернізації обладнання електростанцій, а у 2008 році — у робочу групу з питань реконструкції та модернізації генеруючого обладнання для забезпечення регулювання частоти та потужності в ОЕС України.
Помер у Львові 21 вересня 2015 року.

## Особисте життя
Був одружений, виховав сина Степана. Брат — Анатолій Наумчик (1945—2019).

## Нагороди
- Бронзова медаль ВДНГ (1972);
- Заслужений енергетик України (12 грудня 1995) — за вагомий особистий внесок у розвиток електроенергетики, високу професійну майстерність[10];
- Почесна грамота Кабінету Міністрів України (1 листопада 2004; у складі колективу) — за значний внесок у забезпечення розвитку енергетики[11];
- Почесна грамота Міністерства енергетики та вугільної промисловості України[12].

## Публікації
- Наумчик В. С., Нікольський Ю. В., Симкін Б. Ю. Якимечко Р. Я. Попередня обробка та аналіз інформації для побудови математичної моделі прийняття рішень при локалізації причин спрацювання захистів // Налагоджувальні, експериментальні та науково-дослідні роботи ВАТ «ЛьвівОРГРЕС». — Львів, НВФ «Українські технології». — 2004.
- Симкин Б. Е., Наумчик В. С., Козицкий Б. Д., А П., Сидоров Ю. Н., Соколов А. Т., Страссбергер К. Л., Читинский Н. Ф., Щукин П. В. Реконструкция АСУ ТП электростанций Украины // Теплоэнергетика: Теоретический и научно-практический журнал. — 2008. — N4. — ISSN 0040-3636
- В. М. Коваль, В. С. Наумчик Нормування технологічних витрат електроенергії на передачу після електричних ятерів // Методичні аспекти, програмне забезпечення та аналіз практики розроблення нормативних характеристик // Новини енергетики.-К.-2001. — № 7.
- В. Г. Кондратенко, Й. С. Мисак, В. С. Наумчик ВАТ «ЛьвівОРГРЕС» — 60 років (інженерна та наукова діяльність) // Налагоджувальні, експериментальні та науково-дослідні роботи ВАТ «ЛьвівОРГРЕС» / За заг. ред. Й. Мисака. — Л., 2004.
- В. Г. Кондратенко, В. С. Наумчик, І. Є. Кавич, З. М. Блавацький 65 років — на передових рубежах енергетики. вчора, сьогодні і з вірою у майбутнє // Енергетика та електрифікація: Науковий журнал. — 2009. — № 9.
- Б. Є. Симкін, В. С. Наумчик, А. Т. Соколов Реконструкція систем контролю і керування електростанцій України // Енергетика та електрифікація. — 2009. — № 9.
- Я. М. Коваль, В. С. Наумчик, Г. М. Катренко Особливості визначення значень нормативних витрат електроенергії в сьогоднішніх умовах функціонування оптового ринку електроенергії // Новини енергетики. — 2004. — № 7.
- В. С. Наумчик, В. А. Гадяк, М. Т. Крук и др. Исследование регенеративных воздухоподогревателей с керамической набивкой при сжигании сернистого мазута /. Электрические станции, 1975, В I, с.28-29.
- Юрчакевич Е. Р., Наумчик В. С. [и др. ] Участие ЛьвовОРГРЭС в обеспечении надежной и устойчивой работы энергосистем [Текст] // Электрические станции. — 2008. — № 4. — С. 25-30. — Библиогр.: с. 30 (14 назв.). — ISSN 0201-4564
- Крук М. Т., Наумчик В. С., Ильчишин М. Ф. Реконструкция и испытание перетечного воздуха РВП котла ТГМП-314 блока 300 МВт (Технический отчет) / Предприятие «Южтехэнеро» — Инв. № 10161. — Львов, 1981.